# Малые Лисовцы
Ма́лые Лисовцы́ (укр. Малі Лисівці) — село, входит в Сквирский район Киевской области Украины.
Население по переписи 2001 года составляло 441 человек. Почтовый индекс — 09052. Телефонный код — 4568. Занимает площадь 3,12 км². Код КОАТУУ — 3224084301.

## Местный совет
09011, Київська обл., Сквирський р-н, с.Малі Лисівці, вул.Ленінська,1

## История
В XIX веке село Малые Лисовцы было в составе Паволочской волости Сквирского уезда Киевской губернии. В селе была Николаевская церковь.